# Mostorpagöl (Norra Sandsjö socken, Småland)
Mostorpagöl är en sjö i Nässjö kommun i Småland och ingår i Emåns huvudavrinningsområde. Sjön har en area på 0,056 kvadratkilometer och ligger 219 meter över havet.

## Delavrinningsområde
Mostorpagöl ingår i det delavrinningsområde (637292-143721) som SMHI kallar för Utloppet av Uppsjön. Medelhöjden är 228 meter över havet och ytan är 6,22 kvadratkilometer. Räknas de 6 delavrinningsområdena uppströms in blir den ackumulerade arean 93,19 kvadratkilometer. Emån som avvattnar avrinningsområdet har biflödesordning 3, vilket innebär att vattnet flödar genom totalt 3 vattendrag innan det når havet efter 198 kilometer. Delavrinningsområdet består mestadels av skog (57 procent) och jordbruk (16 procent). Avrinningsområdet har 0,99 kvadratkilometer vattenytor vilket ger det en sjöprocent på 16 procent.